# 連江縣政府民政社會處
連江縣政府民政社會處，2024年1月1日成立，是連江縣政府府內一級單位，現任處長為曾玉花。

## 沿革
2014年，民政局增設勞動行政、宗教禮俗兩科，原土地行政課與地政事務所整併新成立地政局，原社會勞動課之社會福利業務移交於衛生福利局。
2017年1月1日，連江縣政府調整組織架構，民政局改制為民政處。2024年，衛生福利局社會福利科移至民政處，兩機關更名為衛生局與民政社會處。

## 組織
- 戶役行政科
- 自治行政科
- 勞動行政科
- 社會福利科

## 業務
掌理自治行政、宗教、禮俗、墓政、調解、公  共造產、社會行政、社會福利、社會救助、戶籍行政、合作行政、勞工行政、兵役行政、就業輔導、勞工安全、勞資關係、縣政顧問、僑民服務及其他有關民政等事項。

## 外部連結
- 連江縣政府民政社會處